# Société anonyme des Charbonnages de Bonne Espérance, Batterie, Bonne-Fin et Violette
Pour les articles homonymes, voir Charbonnage de l'Espérance.

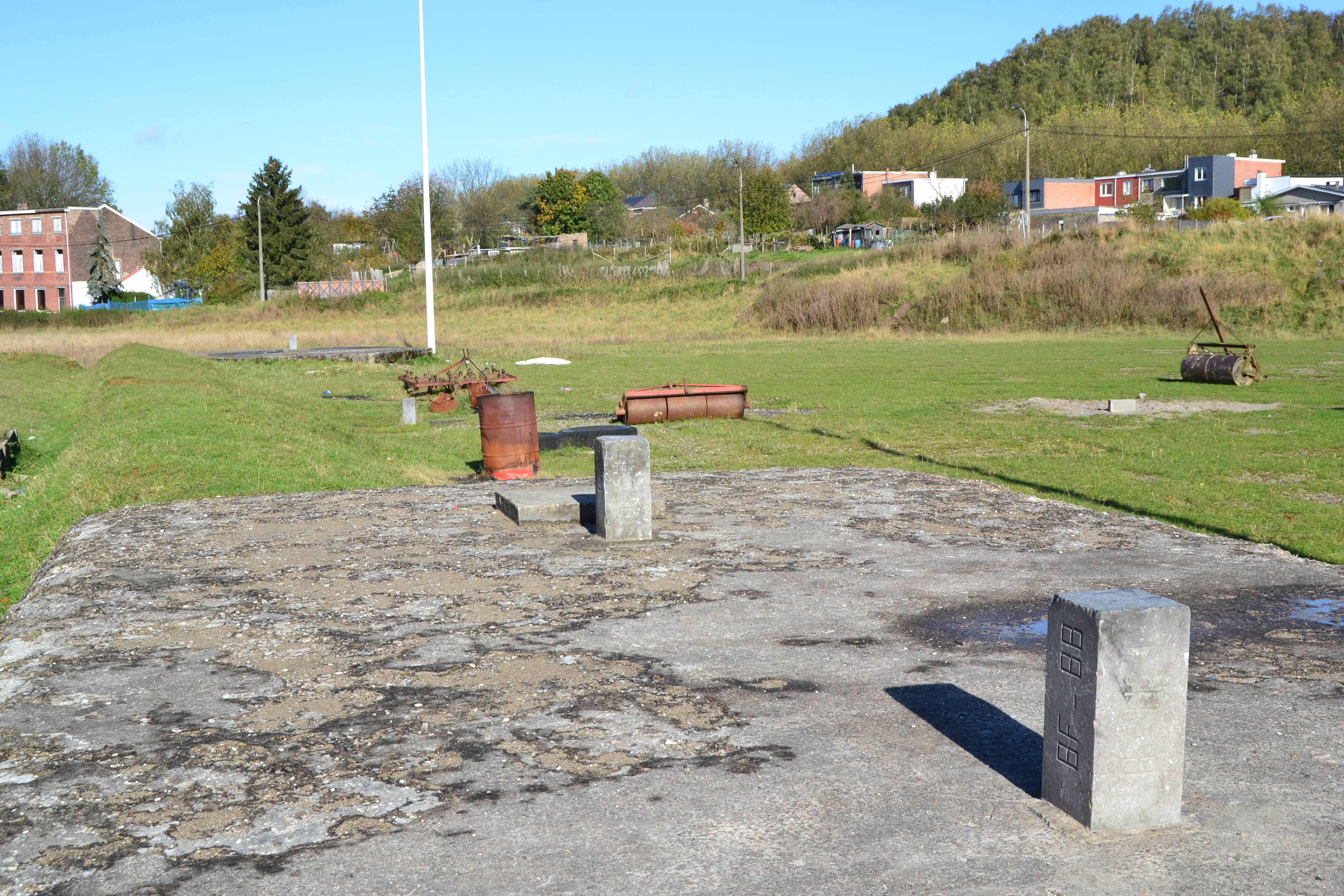
Alignement de quatre anciens puits du charbonnage de la Batterie à Liège (Sainte-Walburge). En arrière-plan, Batterie Nouveau, un des terrils du charbonnage

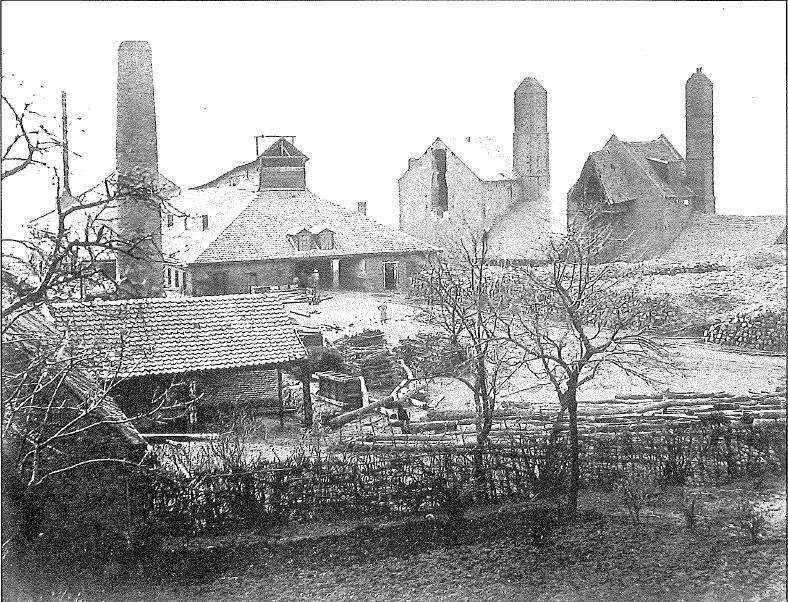
Ancien charbonnage de la Plomterie à Liège (Sainte-Walburge)

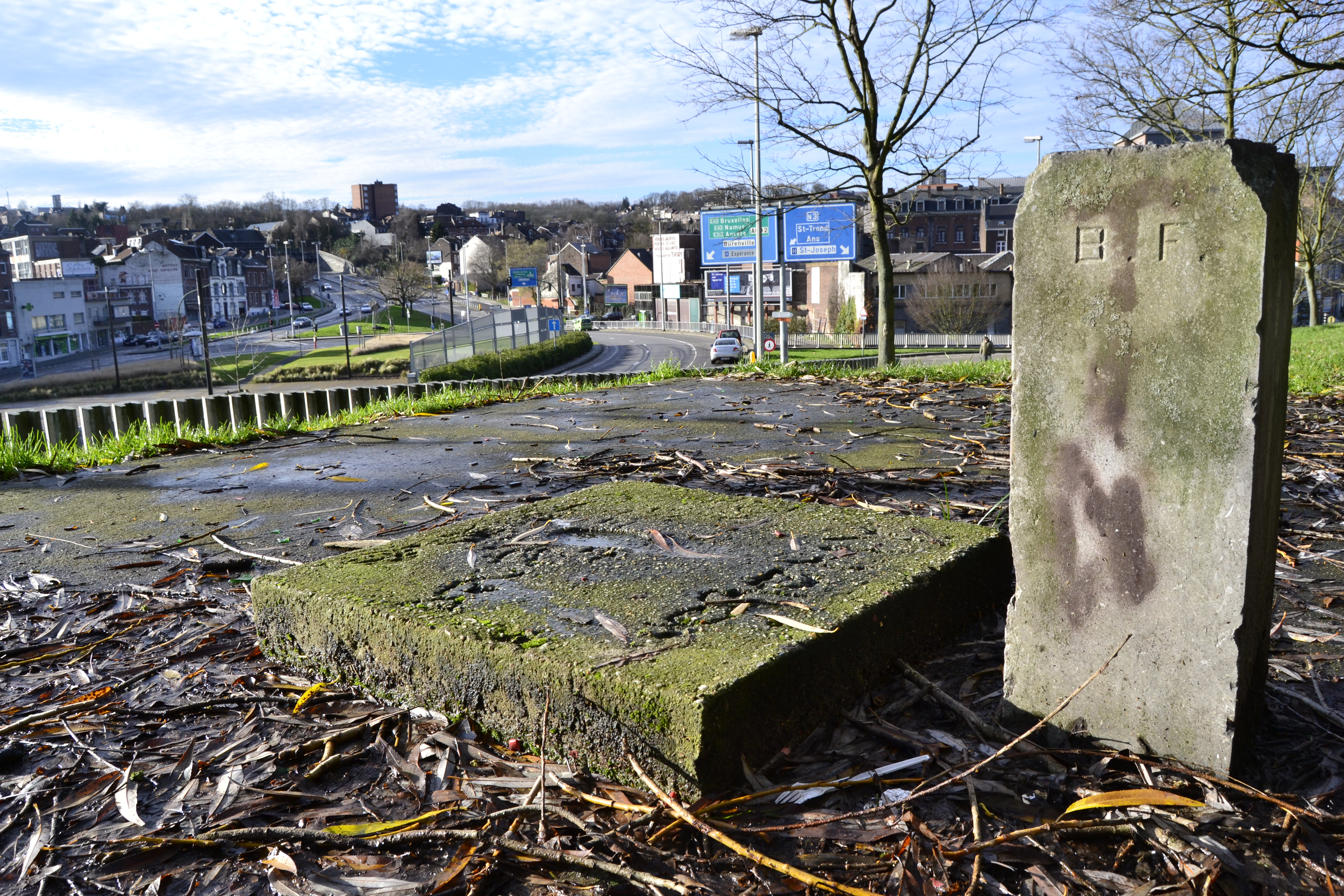
Ancien puits du charbonnage de Sainte-Marguerite. En contrebas, le carrefour de Fontainebleau

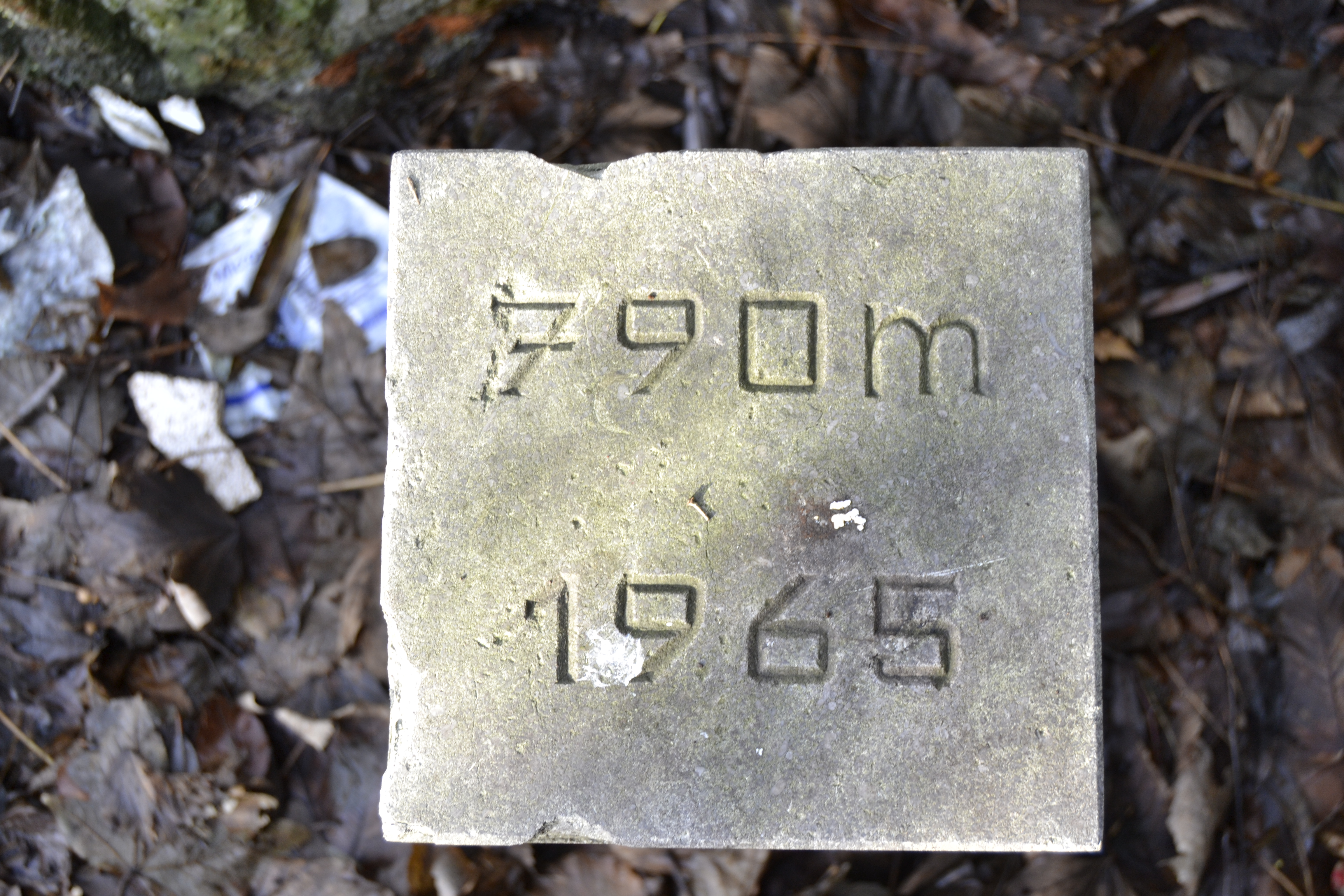
Tombe de l'ancien puits du charbonnage de Sainte-Marguerite

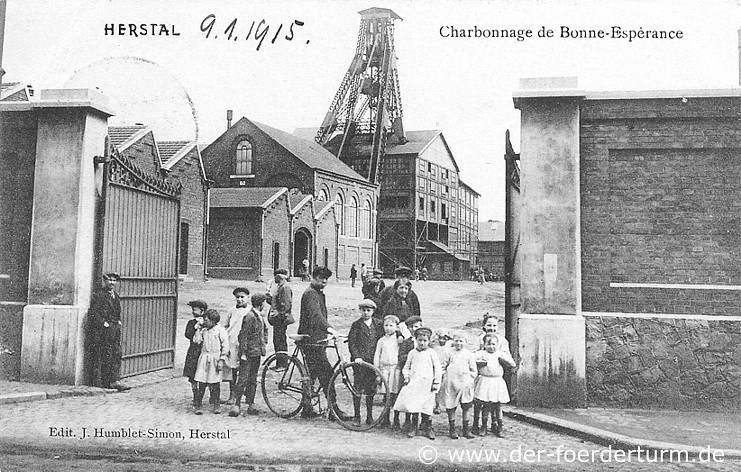
L'ancien charbonnage de Bonne Espérance à Herstal

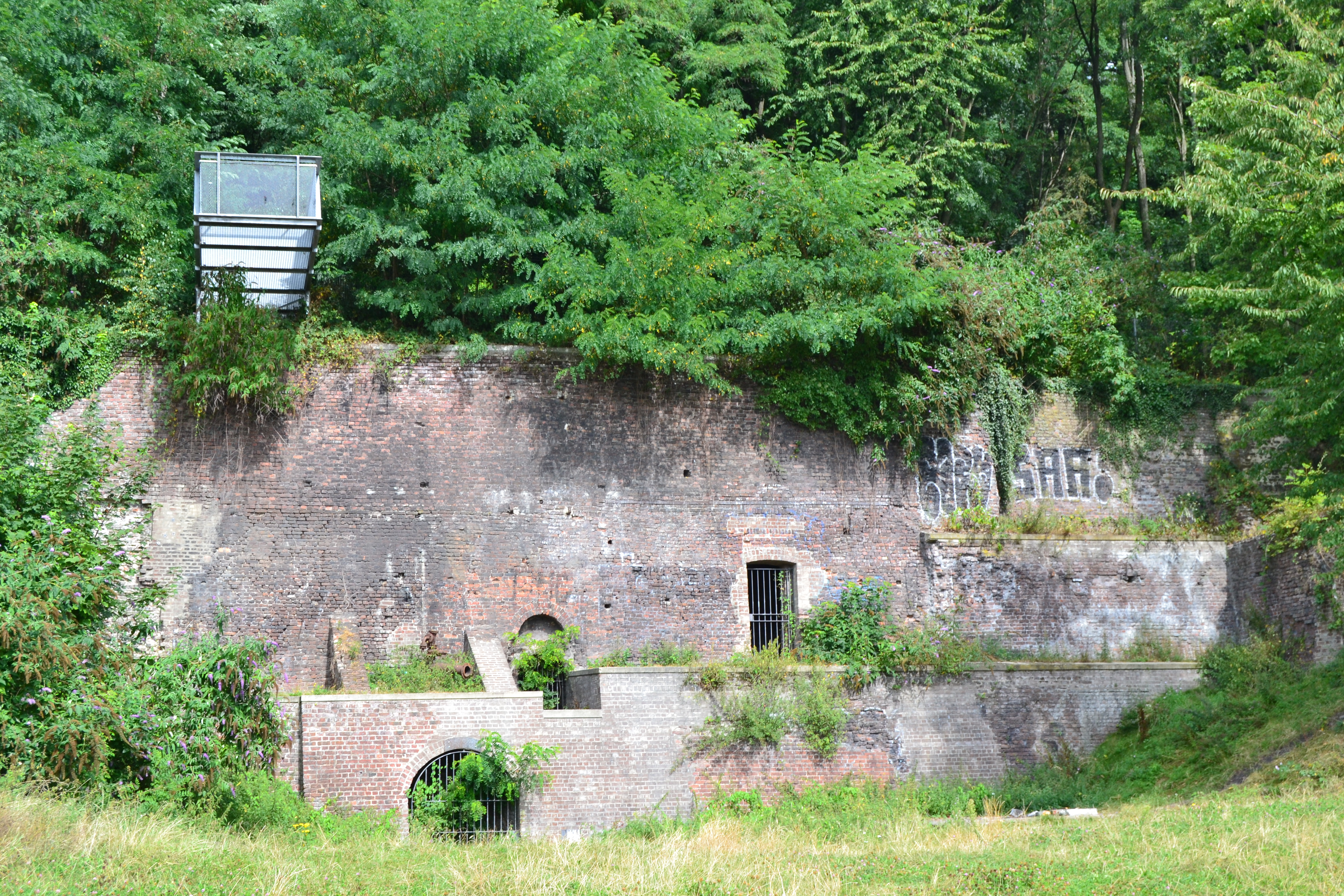
Ancien charbonnage de Bâneux à Liège (Vivegnis). En bas à gauche, la sortie du tunnel empruntant une bacnure permettant d'évacuer jusqu'en 1965 les charbons de la Batterie vers le chemin de fer situé à quelques dizaines de mètres.

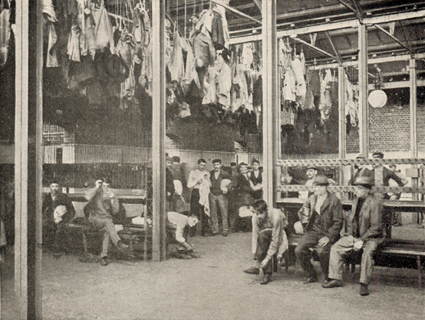
Anciens vestiaires (généralement dénommés "salle des pendus", car les vêtements étaient rangés en hauteur avec un système de poulie) du charbonnage de Bonne Espérance

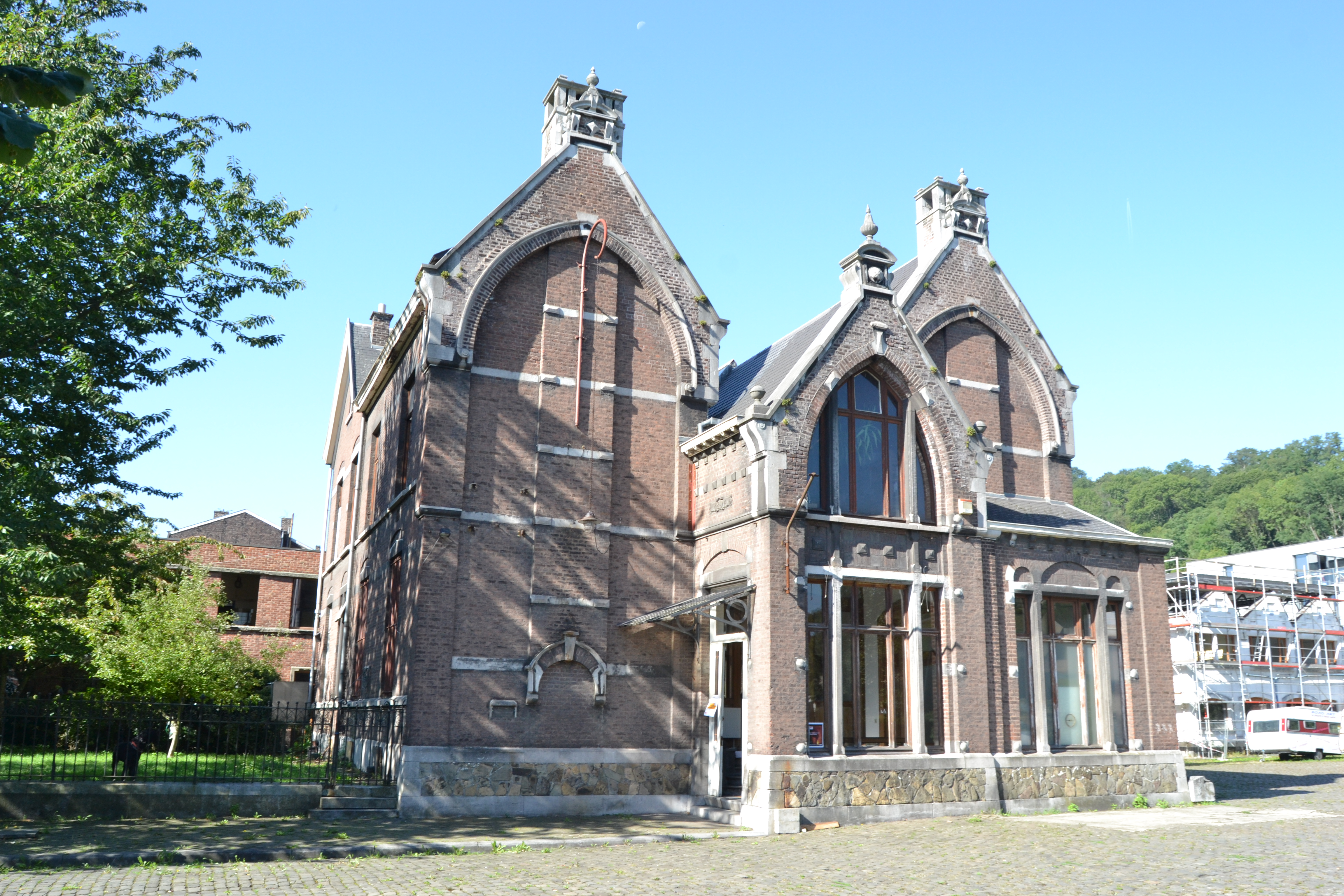
Ancien siège social à Liège (Vivegnis)

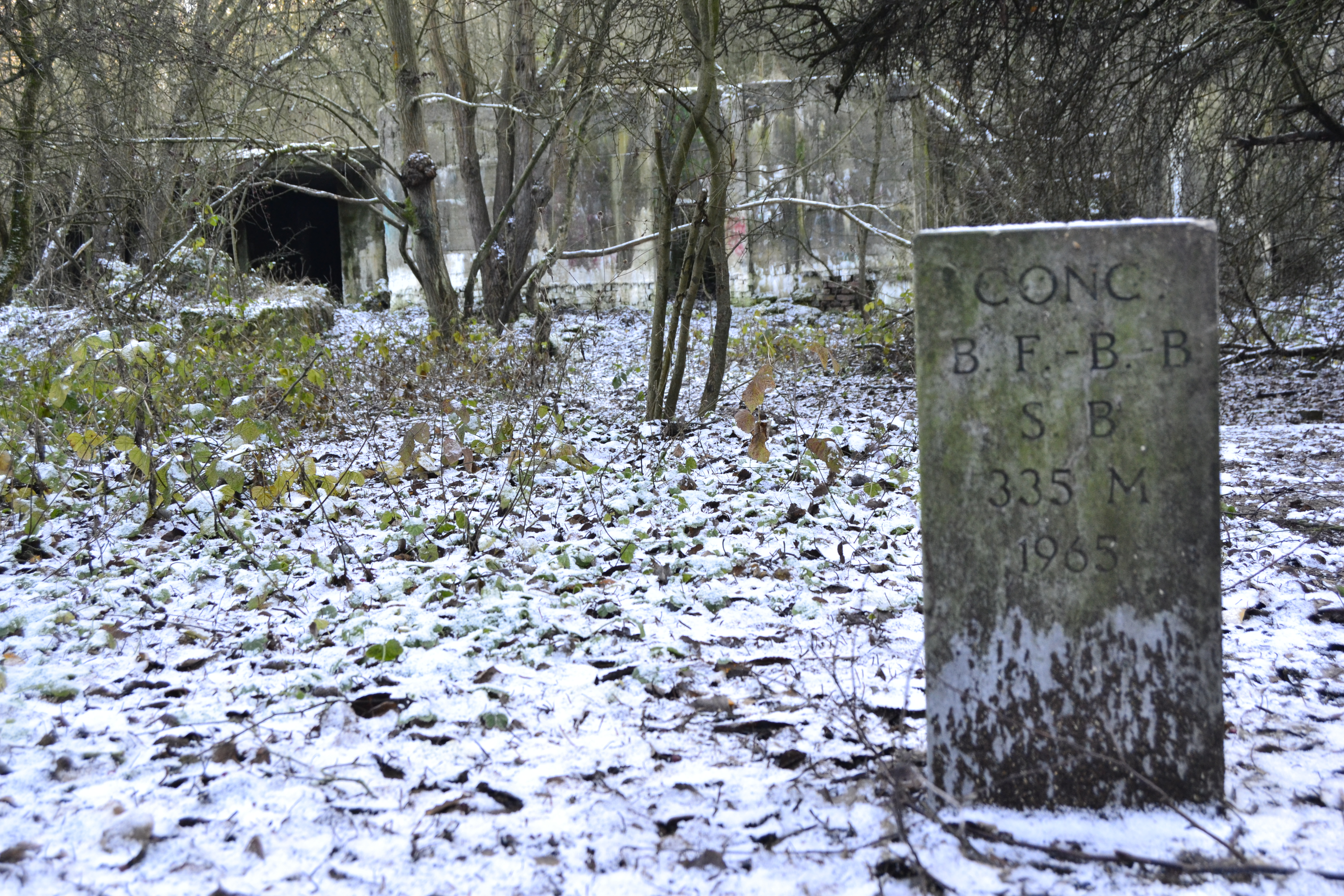
Tombe de l'ancien charbonnage au pied du terril Sainte-Barbe et bâtiments désaffectés derrière

La Société anonyme des Charbonnages de Bonne Espérance, Batterie, Bonne-Fin et Violette  est une ancienne société d'exploitation de charbonnages de la région belge de Liège. Sa concession d'activité se situait essentiellement sur le territoire du nord de la ville de Liège,.
Occupant une position centrale dans le bassin de Liège, la concession se trouvait au sud et à l'est de celles des Charbonnages de Patience et Beaujonc et des Charbonnages d'Ans et de Rocour, et au nord-ouest des Charbonnages de Wérister. Les concessions se trouvaient réparties en deux ensembles, séparés par la concession des Charbonnages de la Grande Bacnure.

## Histoire
La Société anonyme des Charbonnages de Bonne Espérance, Batterie, Bonne-Fin et Violette résulte de la fusion successive au XXe siècle de plusieurs sociétés de charbonnage, dont certaines remontent au XVIe siècle. 
Constituée le 10 juillet 1950, elle disparut en 1965 à suite de la fermeture de ses derniers sièges d'exploitation.
Elle fut l'une des plus grandes sociétés charbonnières de la région de Liège.
La société sera également à l'origine en 1909 de la création d'un dispensaire, avec les sociétés de charbonnage de l'Espérance et Bonne-Fortune et de Patience et Beaujonc , qui deviendra la Clinique de l'Espérance. En mars 2020, son activité et celles des cliniques Saint-Joseph et Saint-Vincent, ont été transférées à la Clinique CHC MontLégia, nouvel hôpital construit sur le terrain de l'ancien charbonnage de Patience et Beaujonc,,.

### Société anonyme des Charbonnages de Bonne-Fin et Bâneux
La Société de Bonne-Fin et Bâneux trouve son origine au XVIe siècle, avec la mine de la Plomterie, mentionnée dès 1585, et l' Aumônier, antérieure à 1567. Bonne Fin est renseignée dès 1759. Celle-ci disposait d'une « machine à feu » dès 1773.
Henri-Joseph Orban et Joseph-Michel Orban acquirent progressivement ces diverses mines à partir de 1810. Ils fondèrent la Société de Bonne-Fin en 1816, dont ils étaient propriétaires en compagnie de Jamar, Beghin, Mathieu Moreau et Mathieu Vankers. Ils détenaient une concession de 267 ha sur Liège et Ans. Des extensions accordées en 1826, 1827, 1830 et 1845 portèrent la superficie de la concession à 565 ha. 
Les associés acquirent, pour moitié en 1832 et finalement en totalité en 1840, le Charbonnage de Bâneux, dont la concession couvrait 244 ha. La fusion juridique avec la Société de Bonne-Fin n'interviendra finalement qu'en 1865. L'entreprise devient Société anonyme en 1855. Elle est alors une des plus puissantes sociétés charbonnières de la région de Liège forte de 7 machines à feu et 4 sièges d'exploitation (Bâneux, Bonne-Fin, Plomterie, et Saint-Marguerite).
La gare du Haut-Pré est construite en 1842, ce qui permit de faciliter d'autant l'expédition du charbon des sièges voisins de l'Aumônier et de Sainte-Marguerite. Le charbonnage du Bâneux, qui permettait aussi l'évacuation des charbons du siège Batterie, sera desservi un peu plus tard par le chemin de fer à la gare de Vivegnis.
En 1930, la concession totalise 688 ha, et est exploitée par les 4 sièges de l' Aumônier, Bâneux (qui fermera en 1942), Sainte-Barbe (qui fermera en 1934), et Sainte-Marguerite.
La société est mise en liquidation le 10 juillet 1950 et fusionne avec la Société anonyme des Charbonnages de Bonne Espérance, Batterie et Violette.

### Société anonyme des Charbonnages de Bonne-Espérance, Batterie et Violette
Les concessions de la Bonne-Espérance et de la Batterie ont été accordées respectivement le 22 avril 1830 et le 3 février 1837. Celles-ci furent reprises le 24 février 1837 par la « Société anonyme des Hauts-Fourneaux et Charbonnages de Sclessin ».
La Société anonyme des Charbonnages de Bonne-Espérance et Batterie le 9 novembre 1859 est née de la constitution d'une société anonyme distincte, avec notamment des apports en capital complémentaire de la Société générale de Belgique et de la Banque Rothschild de Paris. La société acquit ensuite la concession de la Violette (à Jupille) en 1899, ainsi qu'en 1937 celle de Wandre, qui avait été confisquée à son propriétaire allemand en 1918.
La société est fusionnée le 10 juillet 1950 avec la Société anonyme des Charbonnages de Bonne-Fin et Bâneux.

### Société anonyme des Charbonnages de Bonne Espérance, Batterie, Bonne-Fin et Violette
La fusion de 1950 ne permettra de sursoir qu'un temps au déclin des activités charbonnières dans le bassin de Liège, accélérée par la mise en place de la CECA.
Sainte-Marguerite et Aumônier fermeront en 1956, alors que le premier avait été affecté d'un grave incendie l'année précédente. Bonne-Fin fermera le 28 février 1965. La Batterie, dernier siège en exploitation, fermera le 4 juillet 1965.

## De nos jours
À Vivegnis, le bâtiment de l'ancien siège social est désormais occupé depuis 1984 par une association culturelle, l'Espace Nord 251. De l'autre côté des voies se trouve l'ancien charbonnage du Bâneux (fermé en 1942), en partie creusé à flanc de colline.
La Plomterie est fermée depuis 1875. Le terrain a un temps accueilli une briqueterie. Il est désormais occupé par des terrains vagues, des potagers et des bois. Une tombe de puits est encore visible.
Toute trace de l' Aumonier a entièrement disparu. Le site est désormais occupé par diverses entreprises, et son terril a été arasé pour permettre le passage et les remblais de l'autoroute A 602.
Le charbonnage de Sainte-Marguerite (fermé en 1964) a fait place à un carrefour routier dans le quartier Sainte-Marguerite, le carrefour Fontainebleau. Restent seuls un monument consacré à l'immigration des mineurs et les tombes des fosses en bordure de colline. Le club de football Royale Union Sportive Gold Star Liège occupe des terrains de sport aménagés sur l'ancien terril Sainte-Marguerite.
Sainte-Barbe n'a pas été détruit. Ses vestiges sont perdus dans un bois au pied du terril, désormais poumon vert sur les hauteurs de Xhovémont, et une belle-fleur en béton abattue et disparue pour faire place à un lotissement. Le puits est toujours visible, et il est fermé par une tombe en bon état.
Le site de Bonne Espérance est désormais essentiellement occupé par l'assise occidentale du pont de Wandre et un parc industriel au nord de celle-ci.
Le site de Wandre est désormais occupé par un parc industriel baptisé Charbonnage, alors que l'implantation des puits est désormais occupée une entreprise de reconditionnement de futs et conteneurs.
Le terril de la Violette existe toujours, et plusieurs ruines de bâtiments restent visibles dans les bois autour de l'ancienne paire. 
L'ancienne paire de la Batterie (fermé en 1965) accueille un terrain de football. Les tombes de fosses le voisinent. Le site de Bâneux comprend toujours deux tombes, ainsi que l'accès à flanc de colline, où est toujours visible la sortie du tunnel empruntant la bacnure (galerie horizontale) qui a permis d'évacuer longtemps après la fermeture de Bâneux les charbons de Batterie jusqu'à la gare ferroviaire de Vivegnis.
Il existe aussi une tombe au puits Sauvage mêlée.

## Géolocalisation approximative des anciens sites d'exploitation[1]
- Siège social : 50° 39′ 09″ N, 5° 35′ 26″ E
  - Aumonier : 50° 38′ 31″ N, 5° 33′ 09″ E
  - Bâneux : 50° 39′ 12″ N, 5° 35′ 18″ E
  - Batterie : 50° 39′ 38″ N, 5° 34′ 55″ E
  - Bonne Espérance : 50° 40′ 31″ N, 5° 38′ 27″ E
  - Plomterie : 50° 39′ 14″ N, 5° 34′ 21″ E
  - Sainte-Barbe : 50° 39′ 38″ N, 5° 33′ 30″ E
  - Sainte-Marguerite : 50° 38′ 50″ N, 5° 33′ 33″ E
  - Trixhe Maille : 50° 40′ 56″ N, 5° 37′ 39″ E
  - Violette : 50° 38′ 57″ N, 5° 38′ 14″ E
  - Wandre : 50° 40′ 02″ N, 5° 39′ 04″ E

## Terrils[10],[11]
- Aumonier - 50° 38′ 22″ N, 5° 33′ 02″ E - (disparu)
- Bâneux ancien - 50° 39′ 20″ N, 5° 35′ 19″ E - (inexploité)
- Batterie Ancien - 50° 39′ 40″ N, 5° 34′ 48″ E - (inexploité)
- Batterie Nouveau - 50° 39′ 51″ N, 5° 35′ 04″ E - (partiellement exploité, actuellement Site de Grand Intérêt Biologique[12].)
- Batterie et Tonne Nord - 50° 39′ 36″ N, 5° 33′ 45″ E - (disparu)
- Batterie et Tonne Sud - 50° 39′ 30″ N, 5° 33′ 45″ E - (disparu)
- Bois la Dame - 50° 40′ 09″ N, 5° 39′ 58″ E - (inexploité)
- Bonne Espérance - 50° 40′ 54″ N, 5° 38′ 39″ E - (disparu)
- Sainte Barbe et Tonne - 50° 39′ 36″ N, 5° 33′ 25″ E - (inexploité)
- Sainte-Marguerite - 50° 39′ 05″ N, 5° 33′ 31″ E - (inexploité)
- Violette - 50° 38′ 59″ N, 5° 38′ 30″ E - (inexploité)
- Wandre - 50° 39′ 53″ N, 5° 39′ 00″ E - (disparu)

## Sources
- André De Bruyn, Anciennes Houillères de la région liégeoise, Liège, Dricot, 1988, 208 p. (ISBN 2-87095-058-6)
- « Espace 251 Nord - les lieux »(Archive.org • Wikiwix • Archive.is • Google • Que faire ?)
- Claude Warzée, Les charbonnages de Bonne-Fin, sièges de Sainte-Marguerite et de l’Aumonier à Burenville
- Quartier de Sainte-Marguerite, le charbonnage de Bonne Fin